# Sektorieller Operator
Ein sektorieller Operator (englisch sectorial operator) ist in der Operatortheorie ein linearer Operator auf einem Banach-Raum, dessen Spektrum in einem offenen Sektor in der komplexen Ebene liegt und dessen Resolvente außerhalb jedes größeren Sektors gleichmäßig nach oben beschränkt ist. Die Operatoren können unbeschränkt sein.
Sektorielle Operatoren finden Anwendungen in der Theorie der elliptischen und parabolischen partiellen Differentialgleichungen.

## Sektorieller Operator
Sei {\displaystyle (X,\|\cdot \|)} ein Banach-Raum. Weiter sei {\displaystyle A} ein (nicht-unbedingt beschränkter) linearer Operator auf {\displaystyle X} und {\displaystyle \sigma (A)} sein Spektrum.
Wir definieren für den Winkel {\displaystyle 0<\omega \leq \pi } den offenen Sektor
{\displaystyle \Sigma _{\omega }:=\{z\in \mathbb {C} \setminus \{0\}:|\operatorname {arg} z|<\omega \}}
und den Spezialfall {\displaystyle \Sigma _{0}:=(0,\infty )} für {\displaystyle \omega =0}.
Fixiere nun einen Winkel {\displaystyle \omega \in [0,\pi )}.
Der Operator {\displaystyle A} heißt sektoriell mit Winkel {\displaystyle \omega } falls
{\displaystyle \sigma (A)\subset {\overline {\Sigma _{\omega }}}}
und für alle größeren Winkel {\displaystyle \psi \in (\omega ,\pi )}
{\displaystyle \sup \limits _{\lambda \in \mathbb {C} \setminus {\overline {\Sigma _{\psi }}}}|\lambda |\|(\lambda -A)^{-1}\|<\infty }
gilt.
Die Menge der sektoriellen Operatoren zum Winkel {\displaystyle \omega } notieren wir mit {\displaystyle \operatorname {Sect} (\omega )}.

### Erläuterungen
- Für {\displaystyle \omega \neq 0} ist {\displaystyle \Sigma _{\omega }} offen und symmetrisch über der positiven reellen Achse mit Öffnungswinkel {\displaystyle 2\omega }.